# Rüdiger Feulner
Rüdiger Feulner (* 29. Dezember 1969 in Kulmbach) ist ein deutscher katholischer Theologe, Professor und Diplomat des Vatikans.

## Leben

### Jugend und Ausbildung
Feulner, sein elterliches Haus befindet sich neben der katholischen Pfarrkirche in Enchenreuth, besuchte die Volksschule in Kulmbach-Ziegelhütten und ab 1981 das Erzbischöfliche Knabenseminar Ottonianum in Bamberg. 1990 legte er am humanistischen Franz-Ludwig-Gymnasium in Bamberg das Abitur ab und trat im Anschluss daran in das Erzbischöfliche Priesterseminar in Bamberg ein. Von 1990 bis 1992 studierte er Theologie, Philosophie, Geschichte und Klassische Philologie an der Otto-Friedrich-Universität Bamberg und von 1992 bis 1994 an der Leopold-Franzens-Universität Innsbruck als Seminarist des Internationalen Collegium Canisianum. 1994 erhielt er die Sponsionen zum Mag. theol. und zum Mag. phil. Nach der Priesterweihe am 24. Juni 1995 in Bamberg setzte er seine Studien in Innsbruck fort und promovierte im April 1997 zum Dr. phil. (Metaphysik) und im November 1997 zum Dr. theol. (Dogmatik).
Von 1997 bis 1999 war er Pfarrverweser in verschiedenen Pfarreien der Erzdiözese Bamberg. Zwischen 1999 und 2001 studierte er an der Päpstlichen Diplomatenakademie (Pontificia Accademia Ecclesiastica) in Rom Diplomatie und ging zugleich einem Studium des Kanonischen Rechts an der Päpstlichen Universität Angelicum nach, an der er im Juni 2001 zum Lic. iur. can. promoviert wurde.

### Kirchlicher Werdegang
Von Juni bis September 2000 war er Mitarbeiter an der Apostolischen Nuntiatur in Bolivien, dann von 2001 bis 2002 Nuntiatursekretär an der Apostolischen Nuntiatur in Kasachstan, Kirgistan und Usbekistan, von 2002 bis 2008 Nuntiatursekretär an der Apostolischen Nuntiatur in Österreich und von 2008 bis 2012 Nuntiatursekretär an der Apostolischen Nuntiatur in Deutschland. Von April bis Dezember 2012 folgte ein Studienaufenthalt in London. 2013 wurde er als Legationsrat an die Apostolische Nuntiatur in Venezuela versetzt. 2014 erfolgte seine Versetzung an die Apostolische Nuntiatur in Brüssel, in der er bis April 2019 tätig war. Im Juli 2019 schied Feulner aus dem aktiven Diplomatendienst aus. Erzbischof Ludwig Schick ernannte ihn zum Pfarrvikar der Pfarren Wartenfels und Reichenbach.
Seit 2003 lehrt er als Gastprofessor im Bereich Dogmatik und Dogmengeschichte an der Hochschule Heiligenkreuz. 2014 wurde er zum Professor für Dogmatik und Dogmengeschichte an der Theologischen Fakultät der Katholischen Universität Caracas ernannt. Msgr. Feulner, seit 2003 Ehren-Konventualkaplan des Souveränen Malteser-Ritterordens, ist seit 2010 Vorsitzender des Fördervereins Freunde der Wallfahrtsbasilika Marienweiher e.V. und seit 2014 auch des Stiftungsvorstands der Wallfahrtsbasilika Marienweiher.

### Privates
Seit 2006 ist er Mitglied der katholischen Studentenverbindung KAV Bajuvaria Wien im ÖCV.

## Ehrungen
- 2003: Ehren-Konventualkaplan des Souveränen Malteserordens
- 2005: Ernennung zum Päpstlichen Ehrenkaplan (Monsignore)
- 2007: Ritter des Ordens vom Heiligen Grab zu Jerusalem
- 2008: Verdienstkreuz „Pro Piis Meritis“ des Souveränen Malteserordens
- 2008: Großes Ehrenzeichen für Verdienste um die Republik Österreich
- 2011: Großes Verdienstkreuz mit Stern des Verdienstordens der Bundesrepublik Deutschland[8]
- 2020: Ehrenmedaille des Bezirks Oberfranken[9]

## Veröffentlichungen (Auswahl)
- mit Wolfgang Bandion: Die Apostolische Nuntiatur in Wien. Apostolische Nuntiatur in Österreich, Wien 2005, ISBN 3-222-12945-3.
- Clemens von Alexandrien: sein Leben, Werk und philosophisch-theologisches Denken. Peter Lang, Frankfurt/Main u. a. 2006, ISBN 3-631-54892-3.
- Episcopalis est Zeuln: Pfarrei und Markt Marktzeuln – Aspekte oberfränkischer Geschichte. Studien zur Bamberger Bistumsgeschichte 7. Archiv des Erzbistums Bamberg, Bamberg 2010, ISBN 978-3-9808138-9-1.